# Tête du Rouget
La tête du Rouget appartient au massif du Soreiller, dans le massif des Écrins. À son pied se trouve le refuge du Soreiller, accessible en 2 h 30 à partir du hameau des Étages.
Le nom Rouget vient de la couleur du granite.
Sa face sud est très prisée des grimpeurs et a vu de nombreuses premières par Pierre Chapoutot.

## Principales voies d'ascension
- Arête Nord (voie normale)
- Voie des Plaques
- Le Trésor de Rackam le Rouget
- Directe de 1976
- Voie de la Console